# پاپفی جوگندمی
پاپفی جوگندمی (نام علمی: Haplophaedia lugens)، گونه‌ای از مرغ مگس در «برلیانس» تبار خورشیدرخشان‌تباران در زیرخانواده خورشیدیان است که در کلمبیا و اکوادور یافت می‌شود.
پاپفی جوگندمی تک‌نماد است. و در تمام طول سال ساکن است.